# Genêts
Genêts ist eine französische Gemeinde mit 453 Einwohnern (Stand 1. Januar 2022) im Département Manche in der Region Normandie.

## Geografie
Genêts befindet sich direkt an der Bucht des Mont-Saint-Michel, in den hier der kleine Küstenfluss Lerre einmündet. Von Genêts hat man einen guten Ausblick auf die Bucht mit der Vogelinsel Tombelaine und dem Mont-Saint-Michel. Nördlich des Ortes befindet sich ein weiter Sandstrand, von dem aus geführte Wattwanderungen vorbei an der Vogelinsel zum Mont-Saint-Michel möglich sind.

### Einwohnerentwicklung
| Jahr      | 1962 | 1968 | 1975 | 1982 | 1990 | 1999 | 2010 | 2018 |
| --------- | ---- | ---- | ---- | ---- | ---- | ---- | ---- | ---- |
| Einwohner | 532  | 501  | 524  | 524  | 481  | 439  | 417  | 441  |

## Wirtschaft und Infrastruktur
In Genêts findet man sanften Tourismus. Es gibt viele private Zimmervermietungen und einen Campingplatz zwischen der Ortsmitte und dem Sandstrand sowie eine Jugendherberge. Letztere befindet sich im ehemaligen Bahnhofsgebäude; sie wurde 2002 saniert.

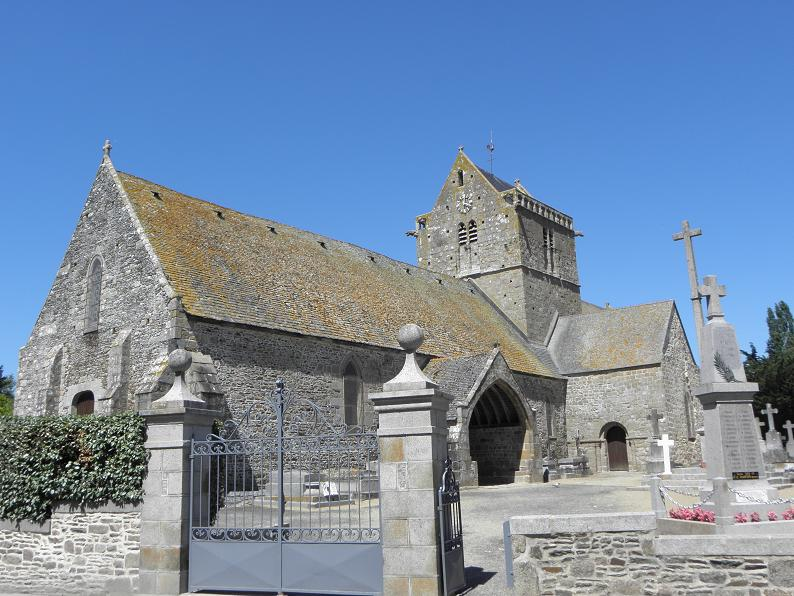
Kirche Notre-Dame
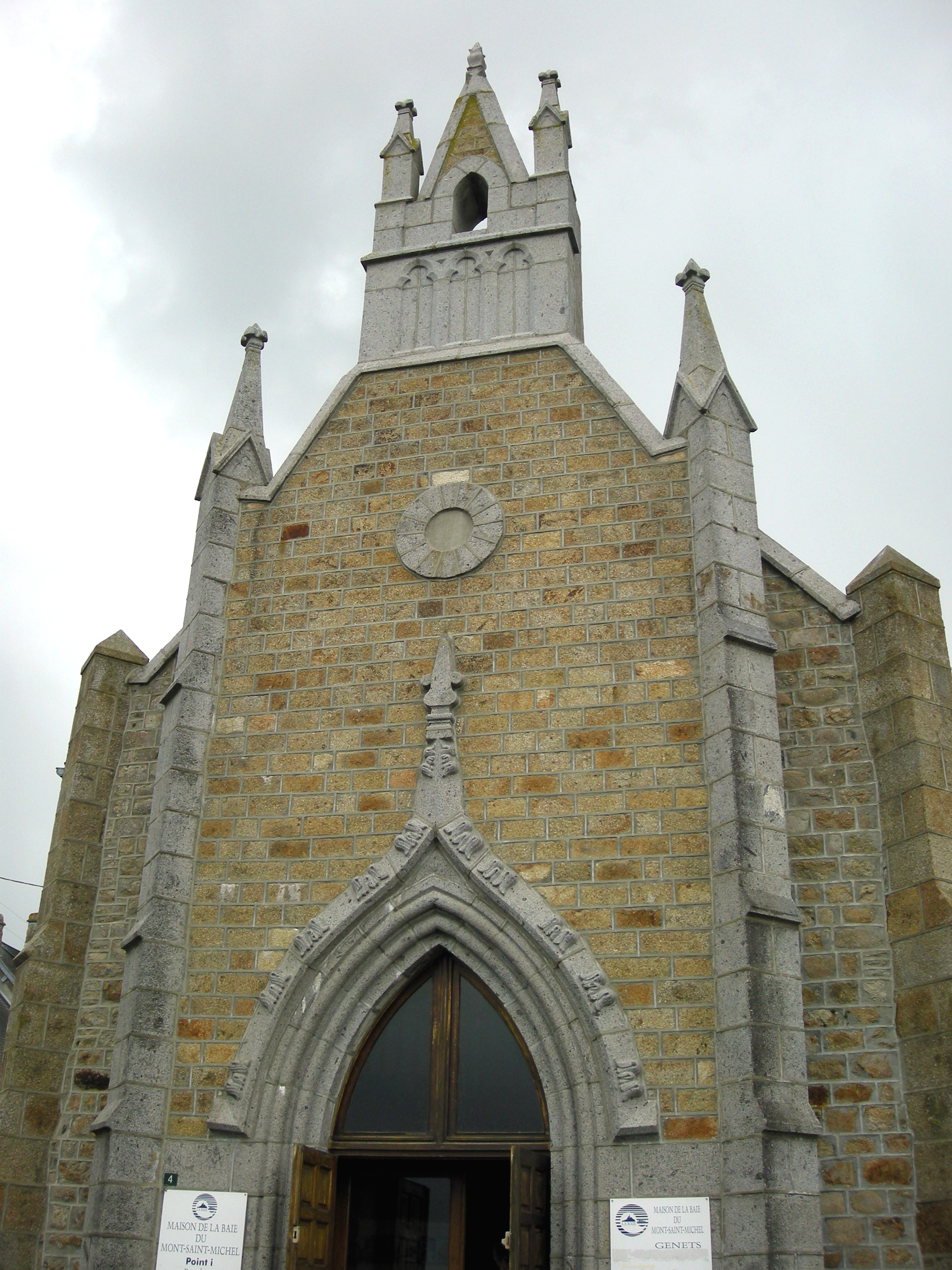
Kapelle Sainte-Anne